# 육신불

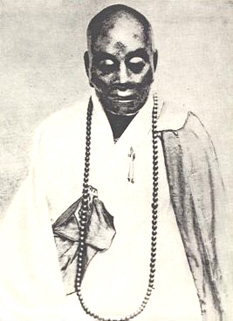
광둥성 사오관시의 난화사에 안치된 혜능의 육신불.

육신불(肉身佛)은 중화권에서 '미라가 된 승려로 만들어진 불상'을 의미하는 등신불을 일컫는 말로, 진신불(眞身佛)이라고도 한다.
중국에서는 일정한 경지에 이른 고승이 입적하면 다비하지 않고, 시신을 소금이나 점토로 덮은 뒤 항아리에 일정 기간 넣어 안치하는 장례법인 '봉항장(封缸葬)' 또는 '좌항(坐缸)'을 치른다. 대체로 3년 후 개봉해 시신을 꺼내는 '개옹식(開甕式)'이 진행되며, 시신이 부패되어 있으면 그대로 다비하게 되고 생전의 모습으로 미라화된 시신은 옻칠을 하고 금을 덧씌워 육신불로 만들어진다.
당나라의 선승인 혜능의 육신불은 현존하는 중국 불교의 육신불 중 가장 오래된 것으로 광둥성 사오관시의 난화사(南華寺)에 안치되어 있으며, 1960년대 문화대혁명 당시 육신불이 가짜라고 주장하는 홍위병들에 의해 육신이 일부 훼손되기도 했다. 또한 안후이성 주화산의 러우선 보전(肉身寶殿)에 안치된 신라 출신의 승려인 김교각의 육신불이 유명하며, 이외에 주화산은 바이쑤이궁(百歲宮)의 무하(無瑕)를 비롯해 총 13구의 육신불이 생겨난 곳으로 성지로 여겨진다.

## 현존하는 육신불 목록
| 인명                                 | 사원명                                            | 소재지                               | 몰년               |
| ------------------------------------ | ------------------------------------------------- | ------------------------------------ | ------------------ |
| 慧能 혜능                            | 간체자: 南华寺, 정체자: 南華寺 난화사[*]          | 광둥성 사오관시 취장구               | 713년 (선천 2년)   |
| 石頭希遷 석두희천                    | 일본어: 總持寺 소지지[*]                          | 가나가와현 요코하마시 쓰루미구       | 790년 (정원 6년)   |
| 金喬覺 김교각                        | 간체자: 肉身宝殿, 정체자: 肉身寶殿 러우선 보전[*] | 안후이성 츠저우시 칭양현             | 794년 (정원 10년)  |
| 雲門文偃 운문문언                    | 간체자: 云门寺, 정체자: 雲門寺 윈먼사[*]          | 광둥성 사오관시 루위안 야오족 자치현 | 949년 (건화 7년)   |
| 憨山德清 감산덕청                    | 간체자: 南华寺, 정체자: 南華寺 난화사[*]          | 광둥성 사오관시 취장구               | 1623년 (천계 3년)  |
| 無瑕 무하                            | 간체자: 百岁宫, 정체자: 百歲宮 바이쑤이궁[*]      | 안후이성 츠저우시 칭양현             | 1623년 (천계 3년)  |
| 道榮 도영                            | 간체자: 道荣园, 정체자: 道榮園 토우윙원[*]        | 홍콩 사틴구 사틴                     | 1891년 (광서 17년) |
| 중국어: 慈航 츠항[*]                 | 중국어: 慈航寺 츠항사[*]                          | 중화민국 타이베이시 베이터우구       | 1954년             |
| 중국어: 月溪 윗카이[*]               | 간체자: 万佛寺, 정체자: 萬佛寺 만팟사[*]          | 홍콩 사틴구 사틴                     | 1965년             |
| 간체자: 清严, 정체자: 淸嚴 칭옌[*]   | 중국어: 海藏寺 하이짱사[*]                        | 중화민국 신베이시 신뎬구             | 1970년             |
| 중국어: 瀛妙 잉먀오[*]               | 간체자: 安国寺, 정체자: 安國寺 안궈사[*]          | 중화민국 타이베이시 베이터우구       | 1973년             |
| 간체자: 大兴, 정체자: 大興 다싱[*]   | 간체자: 双溪寺, 정체자: 雙溪寺 솽시사[*]          | 안후이성 츠저우시 칭양현             | 1985년             |
| 중국어: 慈明 츠밍[*]                 | 간체자: 地藏禅寺, 정체자: 地藏禪寺 디짱 선사[*]   | 안후이성 츠저우시 칭양현             | 1991년             |
| 간체자: 海庆, 정체자: 海慶 하이칭[*] | 간체자: 来佛寺, 정체자: 來佛寺 라이포사[*]        | 허난성 난양시 서치현                 | 1991년             |
| 간체자: 明净, 정체자: 明淨 밍징[*]   | 중국어: 旃檀林 잔 단림[*]                         | 안후이성 츠저우시 칭양현             | 1992년             |
| 간체자: 仁义, 정체자: 仁義 런이[*]   | 간체자: 通慧禅林, 정체자: 通慧禪林 통후이 선림[*] | 안후이성 츠저우시 칭양현             | 1995년             |
| 간체자: 隐莲, 정체자: 隱蓮 인롄[*]   | 중국어: 雷峰寺 레이펑사[*]                        | 후난성 뤄디시 솽펑현                 | 1997년             |
| 중국어: 普文 푸원[*]                 | 간체자: 天台寺, 정체자: 天臺寺 톈타이사[*]        | 안후이성 츠저우시 칭양현             | 2000년             |
| 중국어: 妙智 먀오즈[*]               | 중국어: 佛光寺 포광사[*]                          | 푸젠성 장저우시 룽원구               | 2003년             |
| 중국어: 永慈 융츠[*]                 | 중국어: 慈恩寺 츠언사[*]                          | 저장성 타이저우시 톈타이현           | 2008년             |
| 간체자: 海贤, 정체자: 海賢 하이셴[*] | 간체자: 来佛寺, 정체자: 來佛寺 라이포사[*]        | 허난성 난양시 서치현                 | 2013년             |